# Rainmen
Rainmen est un groupe de hip-hop canadien, originaire de Montréal, au Québec. Max C. Borgella (Outra22) et Youri Dominique (Naufrage) rencontrent un certain succès avec leurs deux premiers albums sortis en 1998. Le second est marqué par la collaboration de certaines figures reconnues du rap français telles que Stomy Bugsy, Fonky Family et La Cliqua. Rainmen est l'un des groupes pionniers du hip-hop québécois.

## Biographie
Rainmen publient leur premier album, intitulé Armageddon en deux versions, une en anglais, et une en français, en 1998. Les deux membres, Sadlifah et Eerie (à cette période 17 et 19 ans, respectivement) dépeignent ce qu’ils voient autour d’eux d'une manière crue. Leur chanson "Pas d'chilling" a connu un immense succès en brisant la glace et en amenant un rap plus sombre sur les ondes. Sur la version européenne de leur album, des artistes tels que Stomy Bugsy, Passi, La Cliqua et Fonky Family, sont invités.
Le 9 septembre 2009, ils organisent le lancement de leur DVD dans une petite salle de cinéma de la rue Beaubien à Montréal.
En 2013, le groupe publie son quatrième album Comme si c'était hier. La copie numérique de l'album est publiée sur iTunes en fin novembre 2012. Rainmen annonce un spectacle gratuit le 6 février 2013 à 18h au Cabaret Underworld (1403, rue Sainte-Élisabeth, Mtl.) de Montréal.
En 2020, Outra22 a lancé sur les plateformes de diffusion en continu plusieurs chansons individuelles dont les pièces "Biggie Drop" et "Tu sais c'est qui", tandis que Naufrage a mis en ligne l'application mobile innovante HITstory qui permet du jumelage ("match-making") entre artistes musicaux. La plateforme est en croissance rapide depuis son lancement en pleine pandémie.